# Wolfgang Seidel
Wolfgang Seidel (Düsseldorf, 1926. július 4. – München, 1987. március 1.) német autóversenyző.

## Pályafutása
1953 és 1962 között tizenkét Formula–1-es versenyen vett részt. Ez időszak alatt egy alkalommal sem végzett pontszerző helyen. Legjobb eredménye az 1960-as olasz nagydíjon elért kilencedik pozíció volt.
Wolfgang öt alkalommal állt rajthoz a Le Mans-i 24 órás versenyen. Az 1955-ös futamon váltótársával, a belga Olivier Gendebienel az ötödik helyen ért célba.
1959-ben honfitársával, Edgar Barth-al együtt megnyerte a Targa Floriót.

## Eredményei

### Teljes Formula–1-es eredménysorozata
(Táblázat értelmezése)

(Félkövér: pole-pozícióból indult; dőlt: leggyorsabb kört futott) 

| Év   | Csapat                         | Modell          | Motor               | 1      | 2   | 3      | 4   | 5      | 6      | 7      | 8      | 9     | 10  | 11     | Helyezés | Pont |
| ---- | ------------------------------ | --------------- | ------------------- | ------ | --- | ------ | --- | ------ | ------ | ------ | ------ | ----- | --- | ------ | -------- | ---- |
| 1953 | Wolfgang Seidel                | Veritas RS      | Veritas Straight-6  | ARG    | 500 | NED    | BEL | FRA    | GBR    | GER 16 | SUI    | ITA   |     |        |          | 0    |
| 1958 | Scuderia Centro Sud            | Maserati 250F   | Maserati Straight-6 | ARG    | MON | NED    | 500 | BEL Ki | FRA    | GBR    |        | POR   | ITA | MOR Ki |          | 0    |
| 1958 | RRC Walker Racing Team         | Cooper T43 (F2) | Climax Straight-4   |        |     |        |     |        |        |        | GER Ki |       |     |        |          | 0    |
| 1960 | Wolfgang Seidel                | Cooper T45      | Climax Straight-4   | ARG    | MON | 500    | NED | BEL    | FRA    | GBR    | POR    | ITA 9 | USA |        |          | 0    |
| 1961 | Scuderia Colonia               | Lotus 18        | Climax Straight-4   | MON    | NED | BEL Ni | FRA | GBR 17 | GER Ki | ITA Ki | USA    |       |     |        |          | 0    |
| 1962 | Ecurie Maarsbergen             | Emeryson 1006   | Climax Straight-4   | NED Hn | MON | BEL    | FRA |        |        |        |        |       |     |        |          | 0    |
| 1962 | Autosport Team Wolfgang Seidel | Lotus 24        | BRM V8              |        |     |        |     | GBR Ki | GER Nk | ITA    | USA    | RSA   |     |        |          | 0    |

### Le Mans-i 24 órás autóverseny
| Év   | Csapat                 | Autó                        | Csapattárs         | Helyezés | Kiesés oka |
| ---- | ---------------------- | --------------------------- | ------------------ | -------- | ---------- |
| 1955 | Equipe Nationale Belge | Porsche 550/4RS 1500 Spyder | Olivier Gendebien  | 5.       |            |
| 1957 | Wolfgang Seidel        | DKW Monza Coupé             | Heinz Meier        | Kiesett  | Motorhiba  |
| 1958 | Scuderia Ferrari       | Ferrari 250TR 58            | Wolfgang von Trips | Kiesett  | Baleset    |
| 1959 | Porsche KG             | Porsche 718 RSK             | Edgar Barth        | Kiesett  | ?          |
| 1960 | Porsche KG             | Porsche 718 RS60            | Edgar Barth        | 11.      |            |